# (386723) 2009 YE7
2009 واي إي 7 (ويعرف أيضًا باسم (386723) 2009 واي إي 7 وفق تسمية الكوكب الصغير) (بالإنجليزية: 2009 YE7)‏ هو كويكب ضمن حزام الكويكبات؛ وترتيبه 386723 من حيث الاكتشاف.
اكتُشف هذا الجُرم الفلكي بواسطة دافيد ربينويتز في 17 ديسمبر 2009.

## وصلات خارجية
- (386723) 2009 YE7 في قاعدة بيانات مختبر الدفع النفاث لأجرام النظام الشمسي الصغيرة

- الاكتشاف · مخطط المدار ·  العناصر المدارية · المعلمات المادية

- (386723) 2009 YE7 على موقع ويكي سكاي: DSS2, SDSS, GALEX, IRAS, Hydrogen α, X-Ray, Astrophoto, Sky Map, Articles and images